# Пенягинское кладбище
Пеня́гинское кла́дбище — гражданское кладбище, расположено в Красногорском районе Московской области. Территориально отнесено и обслуживается коммунальными службами города Красногорска. На кладбище сохранилось немало военных захоронений, большинство из которых представляют собой братские могилы времён Великой Отечественной войны.

## Известные персоны, захороненные на кладбище
- Коровин, Фёдор Иванович (1908—1976) — ректор Московского государственного института культуры в 1958—1976 годах[1][2].
- Набатов, Анатолий Петрович (1904—1979) — советский военный деятель, генерал-майор, участник Великой Отечественной войны.
- Пасхин, Александр Алексеевич (1915—1998) — советский военачальник, контр-адмирал флота, участник Великой Отечественной войны с декабря 1941 года[3].
- Петушков, Василий Тимофеевич (11 мая 1925 — 14 января 1962) — старший лейтенант милиции. Героически погиб на посту при охране общественного порядка.

### Герои Советского Союза
- Бударагин, Виктор Александрович
- Горлов, Федор Алексеевич
- Капустин, Федор Иннокентьевич
- Ленёв, Георгий Матвеевич
- Угрюмов, Николай Степанович